# 北区立なでしこ小学校
北区立なでしこ小学校（きたくりつなでしこしょうがっこう）は、東京都北区志茂に所在する公立小学校。

## 概要

### 所在地
- 東京都北区志茂1-34-17
- 最寄り駅
  - 東京メトロ南北線志茂駅徒歩2分

### 目指す学校[2]
進んであいさつ、笑顔であいさつ、互いにあいさつができる学校

### 目指す児童像
- たしかに･･･基礎的・基本的な知識を身に付け、自らの生活に生かせる児童
- ゆたかに･･･思いやりの心と感謝の気持ちをもつことができる児童
- げんきに･･･心身ともに健康で、努力する児童

## 沿革
- 1923年（大正12年）5月 - 開校。
- 2002年（平成14年） - 近隣に所在していた北区立志茂小学校と合併し、学校名を北区立第二岩淵小学校から北区立なでしこ小学校へ改称。またその際に校旗もPTAからの募集により変更された。

## その他
- 北区立小学校で初めて屋上緑化がなされ、屋上に花や人工芝生などが存在する
- 冬にはPTAの協力で、正門付近にある木にイルミネーションがされる。

## アクセス
- 地下鉄南北線志茂駅を下車し徒歩2分
- 東日本旅客鉄道（JR東日本）赤羽駅南口を下車し徒歩15分
- 都営バス王57系統 赤羽駅東口から豊島五丁目団地行き、あるいは王子駅から赤羽駅東口行きに乗車、志茂一丁目で下車し徒歩3分